# ФК Отелос Атинеу
ФК Отелос Атинеу е кипърски футболен клуб от Атиену, Кипър, който се състезава в Кипърска втора дивизия. Клубните цветове са зелено и бяло.

## История
Клубът е основан през 1933 г. През 1967 г., клубът се присъединява към Кипърската футболна федерация. През 2003 г. той придобива собствеността върху футболното си игрище.

## Успехи
- Шампион на Кипърска трета дивизия: 1990 – 91, 1993 – 94
- Шампион на Кипърска четвърта дивизия: 2004